# Wilhelmina Cooper
Wilhelmina Cooper (ur. 1 maja 1939 w Culemborg, zm. 1 marca 1980 w Greenwich) – modelka, która zaczynała karierę w agencji Ford Models, a u szczytu sukcesu założyła w Nowym Jorku własną agencję Wilhelmina Models.
Jej holenderskie nazwisko brzmiało Gertrude Behmenburg, w pracy używała pseudonimu Wilhelmina. Przeniosła się z rodziną do Chicago w 1954 roku, po pierwszych sukcesach w Paryżu. Stała się jedną z najsłynniejszych modelek lat 50. i 60. W czasie swojej kariery była na 255 okładkach czasopism, w tym 27 amerykańskiej edycji Vogue, co jest rekordem. 
Miała 1,80 m wzrostu, wymiary 96-61-91, sarnie oczy, delikatne kości policzkowe, wysoko upięte ciemne włosy, wygląd klasyczny, arystokratyczny (według tygodnika Time). Zarabiała 60-75 dolarów na godzinę, 60 000-70 000 rocznie. Głodziła się, by mieć szczupłą sylwetkę, nie jadła prawie nic, tylko w środy miseczkę zupy pomidorowej, a w niedziele malutki stek i jeden tost.
W 1965 roku wyszła za Bruce'a Coopera ze świata telewizji. W 1967 roku założyli agencję Wilhelmina Models, która wkrótce stała się jedyną poważną konkurencją dla Ford Models. Mózgiem przedsięwzięcia był mąż.
Faye Dunaway zagrała Wilhelminę w filmie Gia (1998), który opowiada historię Gii Carangi, modelki odkrytej przez Cooper, ofiary AIDS.
Wilhelmina zmarła w wieku 40 lat na raka płuc. Mąż okazał się alkoholikiem, ona nałogowo paliła papierosy.